# Радиоэлектронные средства
Радиоэлектро́нное сре́дство (РЭС), или Радиоэлектронная аппаратура (РЭА) — изделие и/или его составные части, в основу функционирования которых положены принципы радиотехники и электроники. Возникновение понятия «радиоэлектронное средство», так же, как и понятия «радиоэлектроника» связано с тем, что, несмотря на существование двух различных областей знаний (радиотехника и электроника), их реализация в технических средствах обычно происходит совместно, неразрывно, образуя единые комплексные принципы действия.
Радиоэлектронные средства предназначены для передачи и (или) приёма радиоволн, состоят из одного или нескольких передающих и (или) приёмных устройств либо комбинации таких устройств и включают в себя вспомогательное оборудование, в том числе и серверы.

## Терминологическая коллизия
ГОСТ Р 52003-2003 трактует понятие РЭС, так, как это представлено в заголовочной части данной статьи, то есть без учёта наличия / отсутствия приёма / передачи радиоволн, в то время как, Федеральный закон от 07.07.2003 N 126-ФЗ «О связи» определяет РЭС как «технические средства, предназначенные для передачи и (или) приёма радиоволн, состоящие из одного или нескольких передающих и (или) приёмных устройств либо комбинации таких устройств и включающие в себя вспомогательное оборудование», однако, при практическом использовании термина РЭС, необходимо учитывать, что закон имеет определённую сферу применения — «определяет полномочия органов государственной власти в области связи, а также права и обязанности лиц, участвующих в указанной деятельности или пользующихся услугами связи», то есть применение терминов в других областях деятельности он не устанавливает.
Согласно постановлению правительства Российской Федерации № 30 от 15.01.1993 под радиоэлектронным средством (высокочастотным устройством) понимается техническое средство, состоящее из одного или нескольких радиопередающих или приемных устройств или их комбинации и вспомогательного оборудования. К радиоэлектронным средствам (высокочастотным устройствам) относятся радиостанции системы радионавигации, радиоопределения, системы кабельного телевидения и другие устройства, при работе которых используются электромагнитные колебания с частотами выше 9 килогерц.
Постановление правительства Российской Федерации № 30 от 15.01.1993 утратило силу - Постановление Правительства Российской Федерации от 15.08.2017 г. N 971.
Радиоэлектро́нное сре́дство (РЭС) — изделие и/или его составные части, в основу функционирования которых положены принципы радиотехники и электроники. (ГОСТ Р 52003-2003. УРОВНИ РАЗУКРУПНЕНИЯ РАДИОЭЛЕКТРОННЫХ СРЕДСТВ)
Высокочастотные устройства - оборудование или приборы, предназначенные для генерирования и использования радиочастотной энергии в промышленных, научных, медицинских, бытовых или других целях, за исключением применения в области электросвязи. (Федеральный закон от 07.07.2003 N 126-ФЗ (ред. от 27.12.2018) "О связи") В данном постановлении частотный диапазон не указан.
В соответствии с ГОСТ 26632-85 "Уровни разукрупнения радиоэлектронных средств по функционально-конструктивной сложности. Термины и определения" существует также термин «Радиоэлектронная аппаратура» (РЭА), который аналогичен термину «Радиоэлектронные средства».

## Общие понятия
электронные средства или электронная аппаратура — это изделия, предназначенное для передачи/приёма информации на расстояние по радиоканалу при помощи электромагнитных сигналов. В основу работы радиоэлектронной аппаратуры заложен  механизм преобразования сигнала от источника сообщений к получателю сообщений. По сути радиоэлектронная аппаратура представляет собой изделие и/или его составные части, в основу функционирования которых положены принципы радиотехники и электроники
В более широком смысле под радиоэлектронной аппаратурой понимается любая электронная аппаратура. 
В радиоэлектронной аппаратуре производится обработка сигналов, например: обнаружение сигнала, оценивание сигнала, различение на фоне шумов, помех и других сигналов, шумоподавление в тракте, частотная фильтрация, усиление сигнала. Впервые термин радиоэлектронная аппаратура появился в 1963 г. для описания радиотехнических изделий .
Основу передающего устройства составляет кодировщик (кодек) и модулятор, основу приёмного устройства составляет демодулятор и декодер.

## История развития
Различают поколения РЭА:
- Первое поколение (в 1920—1950-х гг.) — в основу построения заложены: электровакуумные лампы, проводные электрические связи,  дискретные электрорадиоэлементы
- Второе поколение (в 1950—1960-х гг.) — в основу построения заложены: дискретные полупроводниковые приборы, печатные платы.
- Третье поколение (в 1960—1970-х гг.) — в основу построения заложены: конструкции на печатных платах, интегральные микросхемы.
- Четвертое поколение (с 70-х гг.) — в основу построения заложены: большие интегральные схемы, многослойные печатные платы, микрополосковые линии.
- Пятое поколение — в основу построения заложены: функциональные микросхемы, для обработки информации используют оптические, магнитные и др. физические явления.

## Классификация РЭС
Радиоэлектронные средства классифицируются по следующим основным признакам:
- функциональная сложность;
- конструктивная сложность;
- тип;
- природа используемых волновых процессов;
- характер решаемых задач;
- условия размещения.

### Функциональная сложность РЭС
По степени функциональной сложности выделяют следующие уровни разукрупнения РЭС: радиоэлектронные системы, комплексы, устройства и узлы.

### Конструктивная сложность РЭС
В классификации по конструктивной сложности РЭС делят на средства в модульном и немодульном исполнении.
Уровни разукрупнения РЭС в немодульном исполнении по конструктивной сложности включают: шкаф, блок и ячейку. Уровни разукрупнения радиоэлектронных средств в модульном исполнении по конструктивной сложности включают: электронный модуль; унифицированный электронный модуль; стандартный электронный модуль; специализированный стандартный электронный модуль и модули 3, 2, 1-го и нулевого уровня.

### Тип РЭС
Выделяют три основных типа РЭС: аналоговые, цифровые и аналого-цифровые.
К аналоговым относят устройства, информация о работе которых заключена в различных характеристиках сигнала — форме, спектре и т. д. (усилители, генераторы, аналоговые фильтры, преобразователи формы и параметров сигнала и др.). 

К цифровым относят устройства, рабочие сигналы которых закодированы в виде чисел, обычно представляемых в бинарном коде в виде чисел 0 и 1 (триггеры, счётчики, регистры и т. д.). 

В настоящее время, с развитием цифровых методов обработки аналоговой информации, особенно актуален класс аналого-цифровых устройств, в которых происходят разного рода преобразования аналог-код, код-аналог.

### Природа используемых в РЭС волновых процессов
В зависимости от природы используемых волновых процессов РЭС могут быть радиотехническими, оптическими, акустическими и комбинированными.

### Характер задач решаемых РЭС
В зависимости от характера решаемых задач выделяют информационные и энергетические радиоэлектронные комплексы, системы и устройства. 

Задачи, решаемые информационными радиоэлектронными средствами и соответствующие области применения, перечислены в таблице 1.
| Задача | Область применения |
| --- | --- |
| извлечения информации                                                                                                  | навигация, локация, измерительная техника, дефектоскопия и интроскопия, научные исследования, медицинская техника, криминалистика |
| передачи информации на расстояние                                                                                      | связь, телевизионное вещание, радиовещание, телеметрия, построение различных сетей                                                |
| избирательного разрушения (искажения) добываемой или передаваемой противником информации                               | радиоэлектронное подавление, радиоэлектронная борьба                                                                              |
| сохранения общих информационных возможностей в условиях массового применения взаимно мешающих средств радиоэлектроники | обеспечение и контроль электромагнитной совместимости РЭС, радиоэлектронная защита РЭС                                            |
| перехват и защита информации                                                                                           | средства электронного шпионажа (Радиоэлектронная разведка), средства подавления устройств несанкционированного перехвата          |
| системы управления | АСУ, радиоэлектронная автоматика, телемеханика, дистанционное управление                                                          |
| обработка информации                                                                                                   | цифровые и аналоговые средства обработки информации                                                                               |
| преобразование сигнала                                                                                                 | усилители, аттенюаторы, преобразователи (в том числе датчики), модуляторы, демодуляторы                                           |
| генерация сигнала с заданными характеристиками                                                                         | измерительная техника, музыкальная аппаратура, медицинская техника, научные исследования                                          |
| электронная идентификация и аутентификация                                                                             | системы госопознавания, системы электронный замок — ключ                                                                          |
| запись и воспроизведение информации                                                                                    | бытовые средства записи/воспроизведения аудио- или видеоинформации, цифровая фотография, средства объективного контроля           |

К энергетическим РЭС относятся средства лазерного поражения (например, баллистических ракет на этапе разгона с помощью химических лазеров), лазерной и ультразвуковой хирургии, лазерной сварки, высокочастотной и ультразвуковой терапии, высокочастотной кулинарии и т. д.

### Условия размещения РЭС
Условия размещения аппаратуры существенно сказываются на облике и функционировании РЭС. По характеру размещения различают однопозиционные и многопозиционные РЭС. 

По месту размещения аппаратуры различают наземные, надводные, воздушные, космические, подводные, подземные и комбинированные РЭС.
По степени транспортабельности РЭС бывают носимые (портативные), переносные (лабораторные, бытовые и т. д.), устанавливаемые на мобильных объектах и стационарные.
Кроме того, радиоэлектронные средства классифицируют по условиям применения и конструктивным признакам, то есть устойчивость к широкому диапазону перепадов температур, к вибрации и т. д. может являться, в свою очередь, важным требованием к РЭС.

## Список литературы и документации

### Техническая и справочная литература
- Справочник по радиоэлектронным устройствам: в 2-х т.; под ред. Д. П. Линде — М.: Энергия, 1978.
- Справочник по радиоэлектронным системам: в 2-х т.; под ред. Д. П. Б. Х. Кривицкого — М.: Энергия, 1979.
- Справочник конструктора РЭА: Общие принципы конструирования / Р. Г. Варламов. — М.: Сов. радио, 1980. — 480 с.
- Радиоэлектронные средства бытового назначения: Учебник для вузов / О. И. Шелухин, К. Е. Румянцев. — М.: Академия, 2008.
- Механические воздействия и защита радиоэлектронных средств: учеб. пособие для вузов / Н. И. Каленкович, Е. П. Фастовец, Ю. В. Шамгин. — Минск : Вышэйшая школа, 1989, ISBN 5-339-00153-9.
- Теоретические основы конструирования, технологии и надёжности радиоэлектронных средств: учебник для вузов / Кофанов Ю. Н. — М. : Радио и связь, 1991.
- Радиоэлектронные средства и мощные электромагнитные помехи. Кравченко В. И. и др., 1987.
- Г. Ф. Баканов, С. С. Соколов, В. Ю. Суходольский: Основы конструирования и технологии радиоэлектронных средств, 2007.
- Волгов В. А. Детали и узлы радиоэлектронной аппаратуры. Изд. 2-е. — М.: «Энергия», 1977 г. — 656 с.
- Ротхаммель К. Антенны: пер. с нем. 3-е изд., доп. — М.: Энергия, 1979. — 320 с.
- Баскаков С. И. Радиотехнические цепи и сигналы: Учебник для вузов по специальности «Радиотехника» / 4-е изд., перераб. и доп . — М.: Высшая школа, 2003. — 462 с. — ISBN 5-06-003843-2.

### Нормативная документация
- ГОСТ Р 52003-2003 Уровни разукрупнения радиоэлектронных средств. Термины и определения
- Постановление Правительства РФ от 17.07.1996 N 832 (ред. от 17.11.2004) «Об утверждении особых условий приобретения радиоэлектронных средств и высокочастотных устройств»
- Перечень радиоэлектронных средств, для которых не требуется разрешения на приобретение и на использование. ГКРЧ при минсвязи РФ от 10.05.2001